# Ford Contour
O Contour é um sedã de porte médio, fabricado pela Ford Motor Company entre 1995 e 2000, com foco específico nos mercados americano e canadense. Baseado no Ford Mondeo europeu, o Contour recebeu frente e traseira modificados, além de acabamento interno diferenciado em tons e equipamentos, em relação ao similar europeu.
Foi oferecido com duas opções de motorização, a 2.0L I4 16V Zetec (com 130cv) e 2.5L V6 24V Duratec (com 170cv), ambas oriundas do Mondeo. Ao contrário de seu similar europeu, o Contour não teve versão perua. A Mercury, divisão da Ford, também ofereceu o Contour em sua linha, sob o nome de Mystique, com as mesmas configurações mecânicas, porém diferenças no acabamento, no geral mais refinado.
Em razão da queda nas vendas, o Contour foi descontinuado em 2000, tendo a Ford americana direcionado seus consumidores ao Ford Focus, um automóvel menor. Seu correto sucessor, o Ford Fusion, só foi apresentado em 2005. Algumas unidades circulam pelo Brasil, porém foram trazidas por meio de importação independente, uma vez que a Ford nunca comercializou o Contour no país.

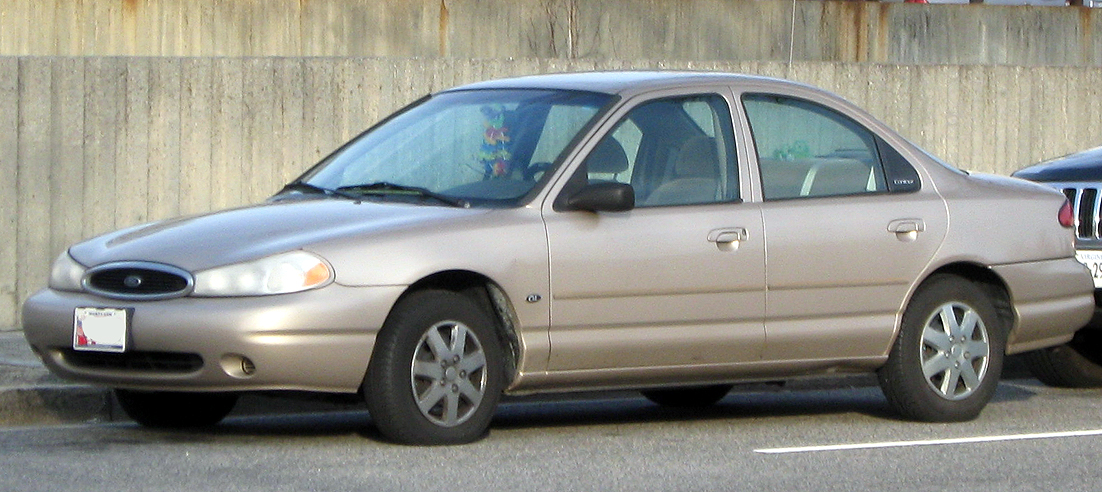
Ford Contour (1998-2000)
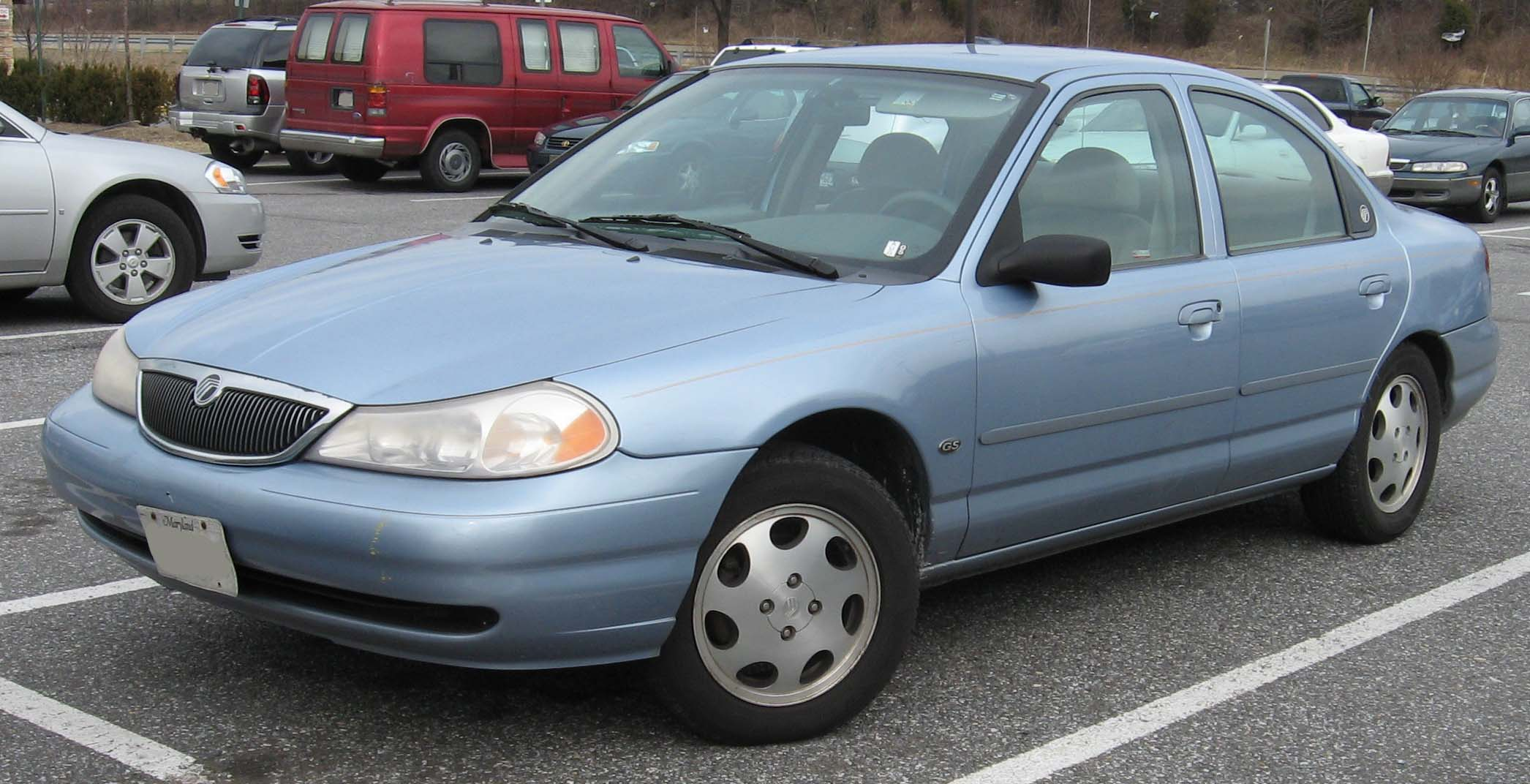
Mercury Mystique (1998-2000)